# اندوسیتوز

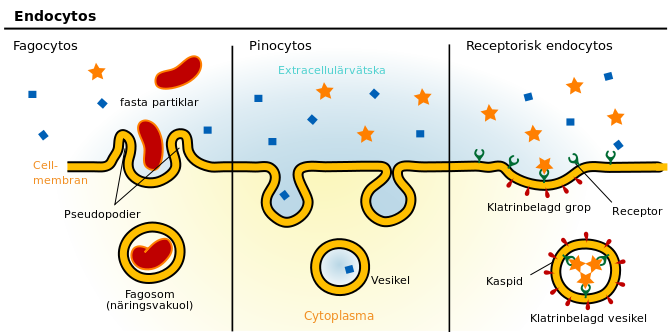
انواع درون‌بری.

درون‌بَری یا اندوسیتوز (به انگلیسی: Endocytosis) به بردن مواد خارجی اعم از جامد یا مایع از طریق غشای یاخته (سلول) به درون آن گفته می‌شود.
درون‌بری به فرایندی فعال (نیازمند انرژی) گویند که در آن سلول، مولکول‌ها یا اجسامی را به داخل خود می‌برد. نوعی از اندوسیتوز، فاگوسیتوز نامیده می‌شود که در آن ذرات جامد مانند باکتری توسط سلول فاگوسیت (مانند ماکروفاژ) بلعیده می‌شوند. در حالت طبیعی، سلول برای خارج کردن مواد مختلف مانند آنزیم‌ها از وزیکول استفاده می‌کند که در حین خارج شدن اگزوسیتوز و در حین وارد شدن اندوسیتوز نیز اتفاق می‌افتد.
فرایند مخالف درون‌بری، برون‌رانی یا اگزوسیتوز نامیده می‌شود که به معنای عبور مواد جامد یا مایع از غشای یاخته است. اهمیت اندوسیتوز در آن است که گاه مولکول‌های اندوسیتوز شده بسیار مهم هستند ولی به دلایلی مانند بزرگی زیاد یا قطبی بودن نمی‌توانند به سادگی از غشای سلول عبور کنند.

## انواع
اندوسیتوز به چهار روش امکان‌پذیر است:
1. درون‌بری با واسطه پروتئین کلاترین (Clathrin)
2. درون‌بری به شکل حفرهٔ غشایی (caveola)
3. قطره‌خواری یا پینوسیتوز (pinocytosis) (اندوسیتوز مایعات یا مولکول‌های کوچک)
4. بیگانه‌خواری یا فاگوسیتوز